# 옥돔
옥돔은 옥돔과의 물고기이다. 몸길이는 2년생이 16-19cm, 5년생이 30cm 정도이고 최대 크기는 약 40cm이다. 입은 무디고 작으며 몸빛깔은 선명한 붉은색이다. 머리와 등쪽이 더 짙고 옆구리에 네댓줄의 황적색 가로띠가 있다. 부화하여 얼마 동안은 동물성 플랑크톤을 먹지만, 성장하여 바다 밑바닥 생활로 들어가면 작은 물고기·새우·게·고둥·오징어 등을 먹는다. 수심은 40-60m 깊이의 바다 밑바닥에서 생활하며 모래에 몸을 반쯤 묻고 숨는 습성이 있다. 산란기는 9-11월이며, 장소는 연안에서 가까운 70-100m 깊이의 바닷속이다. 약 22만 개의 알을 낳으며 자라면서 성전환을 한다. 남해, 특히 제주도에 많으며 일본에도 있다.
제주도의 옥돔이 맛의 방주에 등재되어 있다.

## 참고 문헌
- 이 문서에는 다음커뮤니케이션(현 카카오)에서 GFDL 또는 CC-SA 라이선스로 배포한 글로벌 세계대백과사전의 내용을 기초로 작성된 글이 포함되어 있습니다.